# Кубок Фокстрот
Кубок Фокстрот — єдина у світі нагорода для найкращіх виконавців танцю фокстрот. Приз розігрують під час щорічного міжнародного танцювального фестивалю Парад надій у Києві. Організатори фестивалю Федорчук Валентина Володимирівна і Олена Лемішко .

## Хроніки Кубку Фокстрот
Вперше кубок Фокстрот було вручено у 2002 році .
У 2018 році Кубок Фокстрот дістався киянам Андрій Зінченко та Катерина Байсарова .
У 2019 і 2020 році Кубок Фокстрот виборола пара діючих чемпіонів світу зі стандарту - кияни Дмитро Родін та Єлизавета Перепелиця .
16 - 17 жовтня 2021 року відбулися XXXII Ювілейні міжнародні змагання зі спортивного танцю Парад надій, у рамках якого було розіграно Кубок Фокстрот. Приз вибороли Олександр Безкровний та Марія Савчук, які виступали від клубу Sparta з Харкова.